# José Ortiz de Zarate Garmendia
José Ortiz de Zarate Garmendia (Barrio de Ollerías, Elosu, 1913-Barrio de Ollerías, 3 de abril de 2008) fue el último alfarero de Ollerías (Álava).

## Biografía
Nació en el barrio de Ollerías de Elosu en Villarreal de Álava (Álava) en 1913, "en una familia de olleros". Fue el mayor de una familia numerosa. Hijo y nieto de alfareros, aprendió el oficio con su padre y continuó la tradición familiar, llegando a ser un ollero muy destacado.Sin embargo dos acontecimientos truncarían esta trayectoria, la Guerra Civil de 1936 y la construcción del embalse de Urrunaga en 1958.
La guerra civil (1936-1939) alteró su situación personal, causando al propio tiempo grandes destrozos materiales en el caserío (sede actual del Museo de Alfarería Vasca). A pesar de lo cual, en 1941 pudo reanudar su actividad. Años después (1954-1958) la construcción del embalse de Urrunaga supuso la inundación de los terrenos de los que se extraía las arcilla de gran calidad para la actividad alfarera. La falta de materia prima en las cercanías hizo que José dejara la alfarería y se dedicará a la agricultura y ganadería.
A partir de 1960, José se dedicó a la ganadería y una vez jubilado, volvió a retomar su primitivo oficio de alfarero. Trabajar con la arcilla le gustaba y disfrutó otros 25 años con su actividad cerámica. Enseñó el oficio, tenaz e incansablemente a numerosos alumnos/as hasta su fallecimiento en Ollerías el 3 de abril de 2008 con 94 años cumplidos.
Para la alfarería del País Vasco, el gran legado cultural de José Ortiz de Zárate ha sido la transmisión de sus conocimientos a una nueva generación de personas que hoy siguen sus pasos. Ha posibilitado, en definitiva, la continuación de un oficio artesanal que él recogió de sus antecesores, hace más de 80 años y que según la historia, ya se conocía hace más de 1000 años en Ollerías de Álava.

## Premios y reconocimientos
- 2010 Exposición Monográfica Maestros olleros de ayer en el Museo de Alfarería Vasca.
- 2008 Exposición José Ortiz de Zárate: in memoriam (1913-2008). Una vida ligada a la alfarería, en el Museo de Alfarería Vasca.[4]